# Matrius de Pauli
Les matrius de Pauli deuen el seu nom a Wolfgang Ernst Pauli. Són matrius usades en física quàntica en el context del moment angular intrínsec o espín.
Matemàticament, les matrius de Pauli constitueixen una base vectorial de l'àlgebra de Lie del grup especial unitari SU (2), actuant sobre la representació de dimensió 2.

## Forma de les matrius
Compleixen les regles de commutació de l'àlgebra de Lie {\displaystyle {\mathfrak {su}}(2)}:

{\displaystyle \left[\sigma _{i},\sigma _{j}\right]=2i\ \epsilon _{ijk}\ \sigma _{k}}

En què:
{\displaystyle \epsilon _{ijk}\;} és el Símbol de Levi-Civita (pseudotensor totalment antisimètric).
També satisfan la següent regla de anticommutació:

{\displaystyle \left\{\sigma _{i},\sigma _{j}\right\}=\sigma _{i}\sigma _{j}+\sigma _{j}\sigma _{i}=2\delta _{ij}I\ }

Altres propietats importants són:
{\displaystyle \sigma _{x}^{2}=\sigma _{y}^{2}=\sigma _{z}^{2}={\begin{pmatrix}1&0\\0&1\end{pmatrix}}=I}
{\displaystyle \operatorname {det} (\sigma _{i})=-1}
{\displaystyle \operatorname {Tr} (\sigma _{i})=0}

### Cas d'espín 1/2
Les matrius de Pauli són tres, igual que la dimensió de l'àlgebra del Lie del grup SU (2). La seua representació lineal més comú té la següent forma:

{\displaystyle \sigma _{x}={\begin{pmatrix}0&1\\1&0\end{pmatrix}}\qquad \sigma _{y}={\begin{pmatrix}0&-i\\i&0\end{pmatrix}}\qquad \sigma _{z}={\begin{pmatrix}1&0\\0&-1\end{pmatrix}}}

### Cas d'espín 1
Per abús de llenguatge se sol anomenar matrius de Pauli a altres representacions lineals diferents a les usades en el cas d'espín 1/2 anterior. Per exemple, per representar l'espín d'una partícula amb valor 1, es fa servir la representació lineal mitjançant matrius de 3x3, com es mostra en els casos següents:

{\displaystyle J_{x}={\frac {\hbar }{\sqrt {2}}}{\begin{pmatrix}0&1&0\\1&0&1\\0&1&0\end{pmatrix}}\qquad J_{y}={\frac {\hbar }{\sqrt {2}}}{\begin{pmatrix}0&-i&0\\i&0&-i\\0&i&0\end{pmatrix}}\qquad J_{z}=\hbar {\begin{pmatrix}1&0&0\\0&0&0\\0&0&-1\end{pmatrix}}}

### Cas d'espín 3/2
Anàlogament al cas anterior, per espín 3/2 és comú usar la següent representació:

{\displaystyle J_{x}={\frac {\hbar }{2}}{\begin{pmatrix}0&{\sqrt {3}}&0&0\\{\sqrt {3}}&0&2&0\\0&2&0&{\sqrt {3}}\\0&0&{\sqrt {3}}&0\end{pmatrix}}\qquad J_{y}={\frac {\hbar }{2}}{\begin{pmatrix}0&-i{\sqrt {3}}&0&0\\i{\sqrt {3}}&0&-2i&0\\0&2i&0&-i{\sqrt {3}}\\0&0&i{\sqrt {3}}&0\end{pmatrix}}\qquad J_{z}={\frac {\hbar }{2}}{\begin{pmatrix}3&0&0&0\\0&1&0&0\\0&0&-1&0\\0&0&0&-3\end{pmatrix}}}

## Aplicacions
Les matrius de Pauli tenen gran utilitat en mecànica quàntica. L'aplicació més coneguda és la representació de l'operador d'espín per a una partícula d'espín 1/2, com un electró, un neutró o un protó. Així l'observable que serveix per mesurar l'espín, o moment angular intrínsec, d'un electró a l'adreça  i  ve donat per l'operador autoadjunt:

{\displaystyle {\hat {S}}_{i}={\frac {\hbar }{2}}\sigma _{i}}

En la representació convencional, els autoestables d'espín corresponen als vectors:

{\displaystyle \left\{|\uparrow \rangle =(1,0);|\downarrow \rangle =(0,1)\right\}}